# Ɔ̄
Cette page contient des caractères spéciaux ou non latins. S’ils s’affichent mal (▯, ?, etc.), consultez la page d’aide Unicode.
Ɔ̄, ou O ouvert macron, est un graphème utilisé dans l’écriture de certaines langues camerounaises dont le bangolan, l’esimbi, l’idoma, et le kenyang, ou encore dans l’écriture du yala au Nigeria, ou moyen bas allemand. Il s’agit de la lettre O ouvert diacritée d'un macron.

## Utilisation
En langues camerounaises suivant l’Alphabet général des langues camerounaises, « ɔ̄ » représente un o ouvert avec un ton moyen. Il ne s’agit d’une lettre à part entière, et elle placée avec le O ouvert sans accent ou avec un autre accent dans l’ordre alphabétique.

## Représentations informatiques
Le O ouvert macron peut être représenté avec les caractères Unicode suivants :
- décomposé (latin étendu B, Alphabet phonétique international, diacritiques)[1] :

| formes    | représentations | chaînes de caractères | points de code | descriptions                                        |
| --------- | --------------- | --------------------- | -------------- | --------------------------------------------------- |
| capitale  | Ɔ̄               | Ɔ◌̄                    | U+0186 U+0304  | lettre majuscule latine o ouvert diacritique macron |
| minuscule | ɔ̄               | ɔ◌̄                    | U+0254 U+0304  | lettre minuscule latine o ouvert diacritique macron |